# Decret 100
El decret 100/1990, de 29 de novembre, regulant l'ús de les llengües oficials de l'Administració de la C.A.I.B., més conegut com a decret 100, va ser un decret que regulava l'ús del català i el castellà a les Illes Balears. Va ser promulgat per la consellera de Cultura Maria Antònia Munar i el president de les Illes Balears Gabriel Cañellas. El decret va estar vigent durant 22 anys fins que va ser derogat pel govern de José Ramón Bauzà. El decret instava als càrrecs públics a parlar en català, a rotular els cartells en català i a que l'administració es comunicara principalment en català amb els ciutadans de les Illes Balears.